# Świat gry
Świat gry jest najczęściej fikcyjnym światem, w którym ma miejsce akcja gry fabularnej lub bitewnej. Kampania to ciąg przygód odbywających się w danym świecie gry. Najczęściej świat gry jest tworzony dla konkretnej gry (tak jak Zapomniane Krainy dla Dungeons & Dragons) lub konkretnej konwencji (np. średniowiecznej fantasy lub przygód science-fiction). Istnieje wiele światów gry dostępnych zarówno w formie podręczników jak i w internecie. Poza oficjalnymi, możliwymi do kupienia, istnieje też wiele światów autorskich, tworzonych przez mistrzów gry na potrzeby swoich autorskich systemów.
Termin „świat” należy traktować ostrożnie. Przykładowo Greyhawk zawiera opis całej kosmologii i wydarzeń z przestrzeni tysiąca lat, natomiast Deadlands opisuje tylko jeden kraj i mały fragment alternatywnej historii.

## Składniki
Typowy świat gry składa się z następujących części:
- Opis stworzenia świata z jego kosmologią i często, szczególnie w światach fantasy z mitologią, gdzie szeroko opisywany jest panteon bóstw.
- Opis tworzenia postaci istot inteligentnych żyjących w danym świecie oraz towarzyszący temu opisowi bestiariusz.
- Rys historyczno-polityczny wprowadzający w wydarzenia istotne dla kultury świata gry.
- Rys geograficzny wraz z dołączonymi mapami.

## Typy światów
Światy pojawiające się w grach fabularnych, mimo iż często są między sobą krańcowo różne możemy dzielić i klasyfikować. Dwa główne sposoby podziału to podział ze względu na relację zachodzącą między światem gry a systemem/mechaniką oraz podział ze względu na gatunek (podobnie jak ma to miejsce w literaturze).

### Podział ze względu na relacje między światem a systemem
Istnieją trzy podstawowe typy światów gry. Pierwszy to światy związane wyłącznie z jednym systemem, jak na przykład Warhammer lub Świat Mroku. Drugi typ to światy związane z systemami, które mogą posiadać wiele różnych światów (Dungeons & Dragons) lub też z systemami, które od początku miały nie być powiązane z jakimkolwiek światem (GURPS). Ostatni typ światów to te, które nie są związane z żadnym systemem ani mechaniką. Przykładami takich światów są na przykład Gwiezdne wojny lub legendarium Tolkiena.

### Podział ze względu na gatunki
Światy gry mogą należeć do dowolnego gatunku, począwszy od fantasy (były to pierwsze światy, które pojawiły się w historii gier RPG; przykładem jest np. Warhammer) przez science fiction (np. Gasnące Słońca) aż po horror (np. Świat Mroku). Nawet współczesne powieści szpiegowskie mają swoje miejsce wśród światów gry – przykładem jest Spycraft.
Niektóre ze światów łączą w sobie kilka gatunków. Przykładowo w GURPS Infinite Worlds postacie graczy to agenci „Infinity Patrol”, którzy podróżują przez różne światy alternatywne.

#### Fantasy
Światy fantasy czerpią swoją inspirację z literatury fantasy, np. z dzieł J.R.R. Tolkiena i Roberta E. Howarda. Rozwój technologiczny w owych światach przypomina najczęściej średniowieczną Europę. Elementy fantasy to między innymi obecność magii, oraz fantastycznych/mitycznych istot takich jak smoki, elfy i orkowie.
Pierwsze światy tego typu, które pojawiły się w późnych latach sześćdziesiątych i wczesnych siedemdziesiątych (Greyhawk i Blackmoor) były głęboko zakorzenione w typowym fantasy tego okresu – powieściach Tolkiena i C.S. Lewisa. W późniejszych latach tego typu światy ewoluowały i rozwijały z ogromną prędkością. Pojawiły się nawet podgatunki. Światy te obecnie można podzielić przede wszystkim na światy high oraz low fantasy. W pierwszych zdarzenia nadnaturalne są powszechne, w drugich zaś są one rzadkie lub nawet niespotykane.
O ile światy „czystego” fantasy były początkowo popularne, to gry takie jak Ars Magica sprawiły, że popularne stały się światy łączące elementy fantastyczne z prawdziwą historią naszego świata. Późniejsze gry poszły w tym względzie jeszcze dalej – pojawiły się światy przenoszące elementy fantasy w czasy współczesne (tzw. urban fantasy) lub w przyszłość, łącząc urban fantasy z cyberpunkiem (np. Shadowrun). Nawet jeśli świat danej gry nie przypomina naszego świata, czerpią one wyraźnie z modeli historycznych, zmienionych jednak przez obecność magii. Także obecność bogów i ich bezpośredni wpływ na wydarzenia sprawia, że religie występujące w światach fantasy są często odmienne od tych znanych z Ziemi.
Ponieważ najpopularniejsza gra fabularna na świecie, Dungeons & Dragons, należy do gatunku fantasy, światy fantasy można uznać za najpopularniejsze wśród światów gry. RPGi należące do tego gatunku często określa się zbiorczo jako „Fantasy roleplaying games” („FRP”).

#### Science fiction
Światy science fiction były inspirowane literaturą science fiction. Są one najczęściej umiejscowione w dalekiej przyszłości, rzadziej w przyszłości bliskiej. Mimo określenia czasu często nie mają one wiele wspólnego ze światem w którym żyjemy (np. Gwiezdne wojny). Popularne elementy występujące w tego typu światach to między innymi futurystyczna technologia, kontakty z obcymi formami życia, eksperymentalne społeczności oraz podróże kosmiczne. Zdolności psioniczne (jak na przykład ESP lub telekineza) często zastępują znaną ze światów fantasy magię. Podobnie jak literaturę science fiction światy te można dzielić na pewne gatunki, np. cyberpunk lub space operę. SF to drugi po fantasy gatunek gier RPG, jeśli chodzi o popularność.
Światy science fiction pojawiły się po raz pierwszy w 1977 roku, w momencie wydania systemu Traveller, który zawierał opis wielu światów i obcych ras. Dzięki sukcesowi Gwiezdnych wojen oraz ich ogromnemu wpływowi na popkulturę, pojawiło się dużo różnych światów tego typu, szczególnie w latach osiemdziesiątych. „Skala” światów science fiction jest najczęściej znacznie większa niż światów fantasy – można w nich często znaleźć opis całych planet lub nawet galaktyk. Często bogato opisane są w nich szczegóły dotyczące militariów oraz organizacji handlowych.
W systemie Gamma World, który ukazał się w 1978 roku, zastosowano motyw zamiany tradycyjnych elementów fantasy na pseudonaukowe elementy związane z postapokalipsą. Świat ten oparto na typowym dla fantasy motywie podróżującej ze sobą drużyny poszukiwaczy przygód, co spowodowało skupienie się na opisie konkretnych miejsc i raczej luźne zdefiniowanie grup kulturowych czy rasowych.

#### Historyczne
Światy historyczne są umiejscowione w przeszłości. Najczęstszym kryterium odróżniającym je od światów fantasy jest to, iż mają one swoje miejsce gdzieś na Ziemi, a nie w jakimś „świecie fantasy”, który jest do Ziemi podobny. Dobrym przykładem świata gry należącego do tego typu jest świat Dzikich Pól.

#### Horror
Horror jako gatunek literatury także ma swoje miejsce wśród światów gier fabularnych. Horrorowe gry fabularne można podzielić na dwie główne grupy.
Światy współczesnego horroru takie jak Zew Cthulhu pojawiły się po raz pierwszy we wczesnych latach osiemdziesiątych, tworząc swego rodzaju hybrydę horroru fantasy i współczesnych thrillerów. Światy te koncentrowały się na organizacjach i grupach zwykłych ludzi, walczących z nadnaturalnymi bytami. W grach tego typu przygody są najczęściej oparte na motywie „polowania na potwory”.
Drugi typ to gry które odwracają role w powyższym schemacie – gracze wcielają się w postacie takie jak wampiry lub wilkołaki. Ten styl gry został spopularyzowany przez grę Wampir: Maskarada wydawnictwa White Wolf. Wiele gier korzystało później z tego motywu oraz świata zwanego Światem Mroku, który jest obecnie najpopularniejszym światem horrorowym. Jest on drugim po Dungeons & Dragons światem jeśli chodzi o popularność w całym przemyśle związanym z grami fabularnymi.
W obu powyższych typach światów akcja gry ma najczęściej miejsce w latach pomiędzy XIX wiekiem a dniem współczesnym. Tworzenie odpowiedniego klimatu i napięcie jest bardzo ważne w tego typu grach.
Niektóre elementy gier fantasy były zawsze powiązane z horrorem. Przykładowo wampiry i duchy są częstymi przeciwnikami graczy. Światy łączące elementy horroru i fantasy to na przykład Ravenloft i Ghostwalk. Do systemu D&D powstał nawet podręcznik (Heroes of Horror) skupiający się na wprowadzaniu do gry elementów związanych z horrorem.

#### Humorystyczne
Światy humorystyczne to te oparte na pokazywaniu śmiesznych lub zabawnych sytuacji. Humor nie jest najczęściej gatunkiem samym w sobie (mimo iż może być), lecz dodatkiem do innych gatunków. W 1983 roku ukazało się Bureau 13, które jako pierwsze pokazywało w sposób humorystyczny motywy współczesnego horroru/fantasy. W 1984, gra fabularna science fiction Paranoia przedstawiła absurdalny świat postapokaliptyczny w którym rolę dyktatora zajął komputer. Od tamtego czasu pojawiło się wiele innych systemów, które parodiują praktycznie wszystkie rodzaje światów, które można znaleźć w grach fabularnych. W tego typu światach najczęściej nie znajdzie się opisów miejsc i organizacji, natomiast bogato opisane są postacie niezależne oraz ogólny klimat rozgrywki.

#### Wielogatunkowe
Światy wielogatunkowe to te, które łączą ze sobą różne gatunki. Przykładowo Deadlands przedstawia Dziki Zachód dodając do niego elementy horroru oraz magii. Castle Falkenstein opisuje z kolei epokę wiktoriańską, do której dodano technologię znaną z powieści Juliusza Verne’a i H.G. Wellsa oraz elementy baśniowe i magię. Także światy gry związane z superbohaterami znanymi z komiksów (np. Marvela) łączą ze sobą elementy science fiction i fantasy w gatunek zwany science fantasy.

#### „Na licencjach”
Światy „na licencjach” to te, które wyewoluowały ze światów prezentowanych w innych mediach. Przykładem może być świat Warcraft – pojawił się on po raz pierwszy w grze komputerowej a obecnie ma w nim miejsce gra fabularna Warcraft: The Roleplaying Game. Niegdyś były one rzadkie, obecnie jednak powstaje ich coraz więcej. Gry tego typu najczęściej uważa się za należące do gatunku z którego wywodzi się ich „rodzic”, a nie należące do gatunku osobnego. Wiele gier należących do tego gatunku jest obecnie porzuconych (nie są dalej rozwijane), gdyż wygasły ich licencje.